# Batalla de Jerusalén (1948)
Plantilla:Campaña Frente de Jerusalén (guerra árabe-israelí de 1948)
La batalla de Jerusalén fue un enfrentamiento producido desde diciembre de 1947 hasta el 18 de julio de 1948, cuando las comunidades judía y árabe del Mandato de Palestina y, posteriormente, los ejércitos jordano e israelí lucharon por el control de la ciudad.
De acuerdo con el plan de partición de Palestina, Jerusalén iba a ser colocada bajo el control internacional en un corpus separatum. Sin embargo, inmediatamente surgieron luchas entre las milicias judía y árabe con atentados con bombas y ataques procedentes de ambos lados. A partir de febrero de 1948, Abd al-Qadir al-Husseini bloqueó la carretera oeste hacia Jerusalén para cortar el suministro para la población judía. El cerco se interrumpió a mediados de abril después de la Operación Najshón y Macabeo. El 14 de mayo y los días subsiguientes, las brigadas Etzioni y Harel apoyadas por el Irgún lanzaron varias operaciones con el fin de hacerse con la parte árabe de la ciudad. Mientras tanto, la Legión Árabe se había desplegado para obtener el control de la zona destinada para el estado árabe (mas no en el corpus separatum) la guarnición de Latrún, para bloquear la zona judía una vez más. Las victorias israelíes sobre las milicias árabes en Jerusalén empujaron al rey jordano Abd Allah ibn Husayn a ordenar la intervención de la Legión Árabe. Esta se desplegó en Jerusalén Este, luchó contra los israelíes y tomó el control del Barrio judío en la Ciudad Vieja. La población fue expulsada y los combatientes, hechos prisioneros y enviados a Jordania. Las fuerzas israelíes lanzaron tres ataques a Latrún para liberar el camino a la ciudad, pero sin éxito. De cualquier forma, se construyó un camino alternativo que conducía a Jerusalén, antes de la tregua impuesta por la ONU el 11 de junio, dejando el bloqueo. Durante la primera tregua, la parte judía de la ciudad fue abastecida de alimentos, municiones, armas y tropas. Los combates no se reanudaron durante los meses restantes de la guerra y, después de esta, la ciudad fue compartida por Israel y Jordania, con los israelíes gobernando Jerusalén Oeste y Jordania, Jerusalén Este y la Ciudad Vieja.

## Descripción general

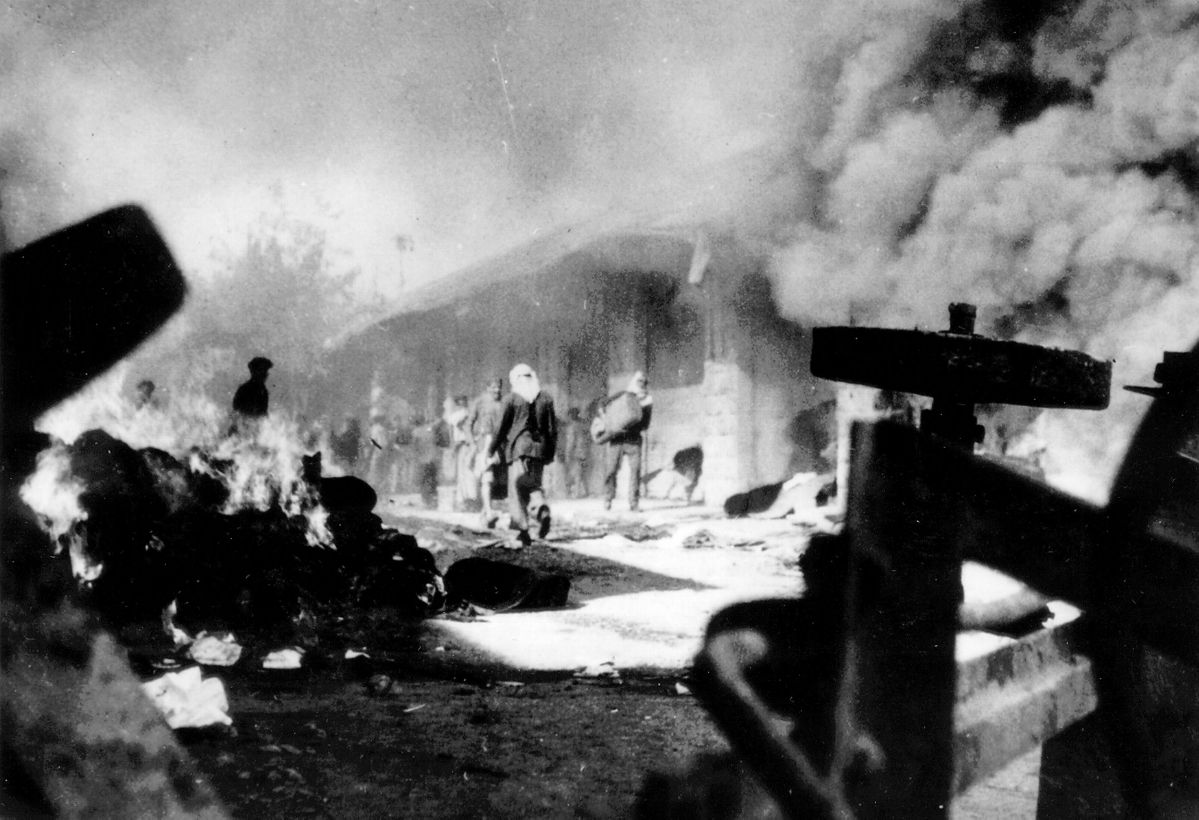
Árabes atacan el centro comercial judío (2 de diciembre de 1947).

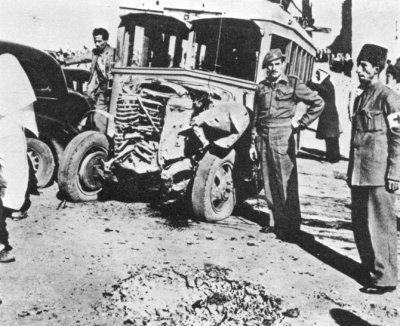
Atentado con bomba del Irgún (29 de diciembre de 1947).

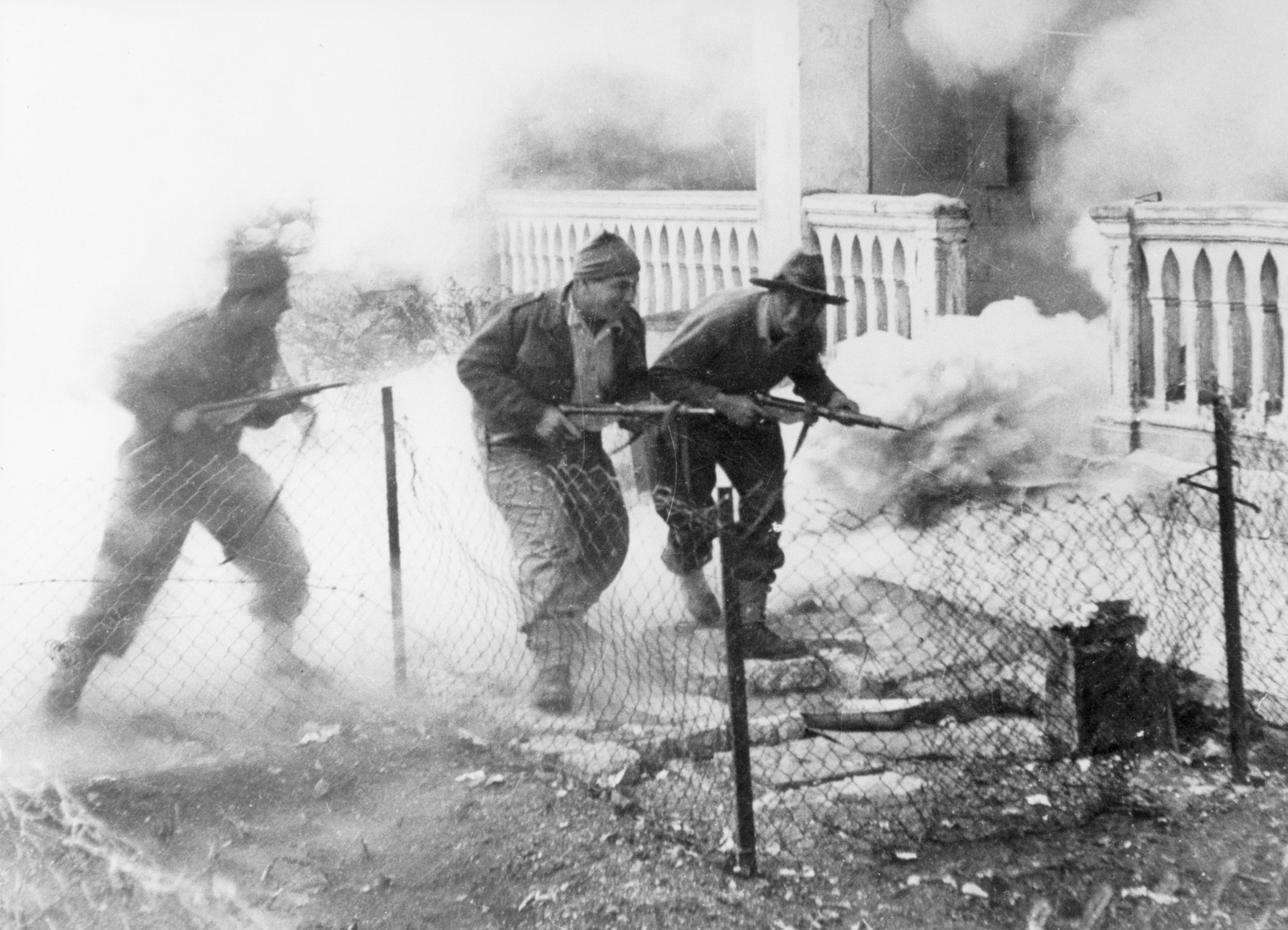
Soldados del Palmaj atacan el monasterio de San Simón en Katamon, Jerusalén, abril de 1948 (reconstrucción de la batalla).

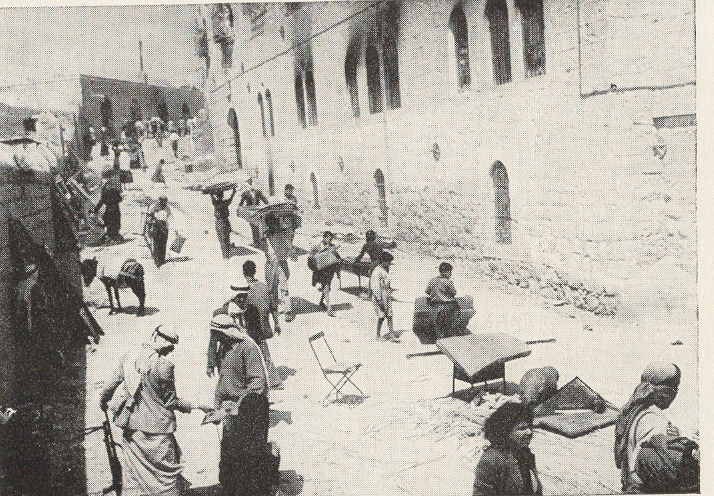
Saqueo por parte de los árabes del Barrio Judío tras la expulsión de sus habitantes.

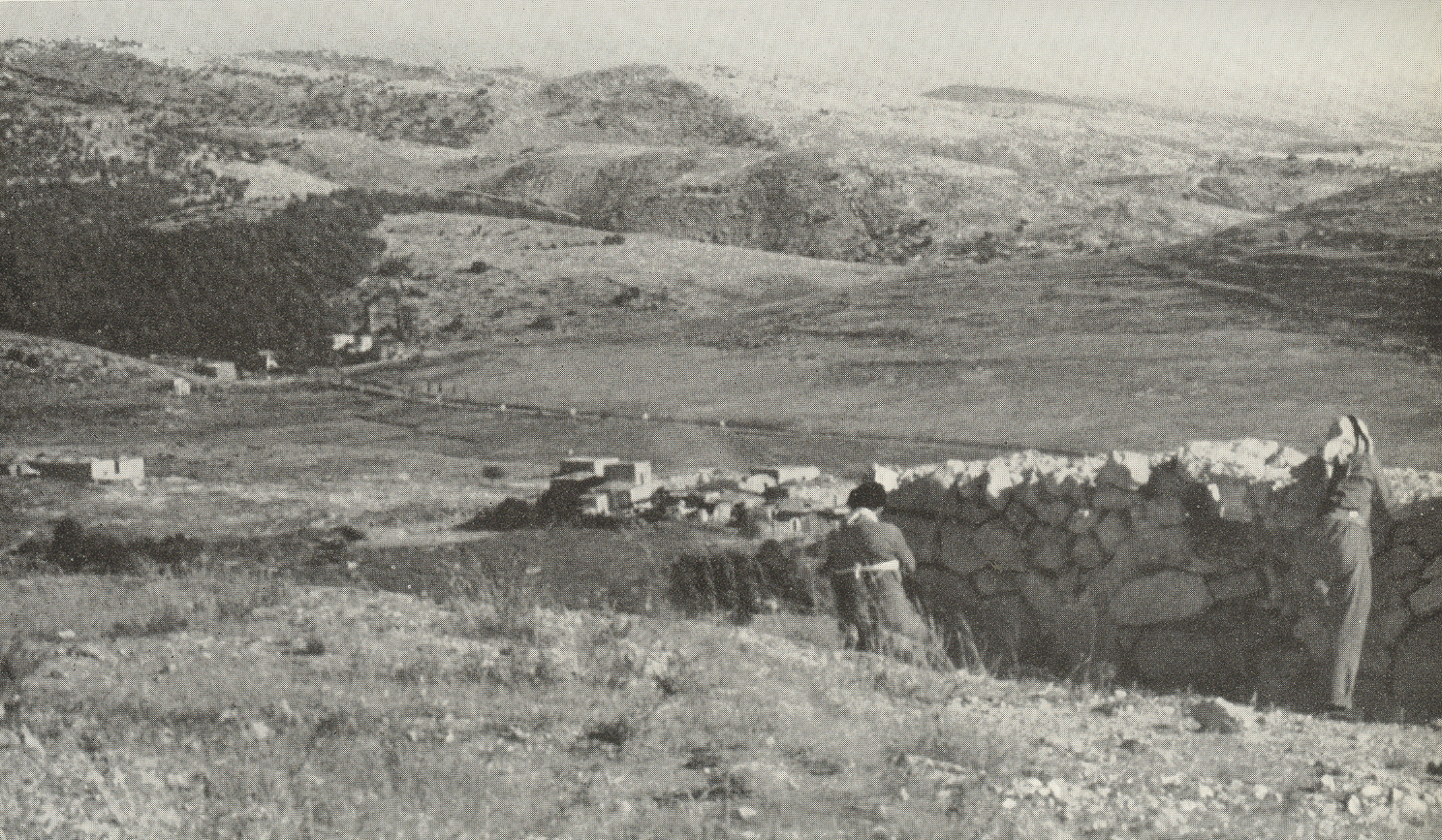
Vista de la carretera a Jerusalén entrando a Bab al-Wad desde las posiciones de la Legión árabe en Latrún.

Tras el estallido de disturbios a finales de 1947, el viaje en el camino entre Tel Aviv y la Jerusalén judía se volvió muy difícil para los vehículos de judíos. Las emboscadas por partes de soldados irregulares árabes se hicieron cada vez más frecuentes y sofisticadas. Su intención era aislar a los 100.000 residentes judíos de Jerusalén del resto de los habitantes judíos de Palestina y, en el caso de las fuerzas jordanas, la conquista de Jerusalén Este (incluyendo la Ciudad Vieja). Asimismo, además de la población judía, Jerusalén tenía una especial importancia para el Yishuv, por razones «religiosas y nacionalistas». En particular, las fuerzas árabes trataron de cortar el camino hacia Jerusalén desde la llanura costera, donde residía la mayoría de la población judía. Los árabes bloquearon el acceso de Jerusalén en Latrún y Bab al-Wad, un estrecho valle rodeado de aldeas árabes en las colinas a ambos lados. La ruptura del asedio a Jerusalén y la anexión de zonas ocupadas al Estado judío se convirtieron en los objetivos primarios para los israelíes en la guerra de 1948.
En diciembre de 1947, la Agencia Judía creó el Comité de Emergencia de Jerusalén, que comenzó con el almacenamiento de alimentos y combustible. En enero, el comité estimó que eran necesarias 4.500 toneladas por mes. Se les otorgó un crédito de 50.000 libras palestinas con los mayoristas de la Histadrut, Hamashbir Hamerkazi. Ese mes, el número de camiones que suministraban a la Jerusalén judía cayó a treinta. En marzo, el promedio de camiones diarios que ingresaban a la ciudad era de seis. A finales del mes, era claro que los suministros de los judíos en Jerusalén se agotarían. El 1 de abril, The Times estimó que la población judía de Jerusalén requería un mínimo de 50 camiones cargados por semana. Dos días después, informó que un portavoz de una reunión de líderes árabes en Damasco había anunciado que Jerusalén sería «estrangulada» por el bloqueo.
A principios de marzo, la estimación de las fuerzas árabes eran de 5.300 soldados en Jerusalén y el distrito circundante, junto a 300 irregulares iraquíes y 60 musulmanes yugoslavos. La brigada judía Etzioni contaba con 1.200 hombres, junto a una cantidad igual en segunda línea. Además, hubo una guardia judía de 2.500 y 500 miembros de las organizaciones disidentes Irgún y Lehi, respectivamente. A mediados de abril, la Haganá recibió la orden de lanzar una ofensiva, con el fin de despejar varias colinas donde estaban ubicadas aldeas estratégicas, en los últimos tramos de la carretera hacia Jerusalén. Al mismo tiempo, una serie masiva de convoyes blindados de miles de vehículos, se abrieron paso en el camino.
La lucha llevó a la evacuación de los pueblos judíos de Neve Yaakov, Atarot, Kalya y Beit HaArava, y la expulsión de los habitantes judíos de la Ciudad Vieja de Jerusalén. Antes de la guerra, había relaciones amistosas entre los judíos y los árabes en Jerusalén, que lamentablemente se rompieron en el conflicto.

## Los convoyes
Dov Yosef, jefe del Comité de Emergencia de Jerusalén, enumeró los problemas que dificultaban la tranquilidad de los judíos en Jerusalén:
- La falta de materiales de guerra pesados tales como aviones o artillería.
- La naturaleza del terreno.
- La densidad de población árabe.
- La ausencia de asentamientos judíos en la zona.[14][15]

Además, estaba la prohibición británica sobre el porte de armas. El 17 de marzo, seis miembros del Palmaj que acompañaban a un convoy murieron en un enfrentamiento con el ejército británico. A finales del mes se tomó la decisión de resistir en busca de armas.
El 17 de marzo, un convoy de 16 vehículos llegó a Jerusalén sin incidentes. Sin embargo, la siguiente semana un convoy de 80 vehículos fue atacado a dos millas de Jerusalén, resultando 5 de sus ocupantes muertos. Dov Yosef menciona a un convoy «aniquilado» el 27 de marzo, pero sin dar más detalles. Dos días después, un convoy de 60 vehículos fue atacado en Hulda y obligado a retroceder, dejando atrás 5 árabes y 17 judíos muertos. 5 vehículos capturados fueron enviados a Ramla. Un convoy de alimentos escoltado por el Palmaj llegó a Jerusalén el 6 de abril sin bajas, a pesar de haber sido atacados por una fuerza de 150 árabes, junto a otros 80 de Abu Shusha. También sobrevivió a otro bloqueo de carretera en Kolonia, tardando seis horas llegar a su destino.
Coincidiendo con la operación Najshón, Dov Yosef recibió  £ 100.000 y la autoridad para usar la Haganá para reclutar a tantos hombres y camiones como sean necesarios. Se procedió a montar tres grandes convoyes en Bilu Camp con una reserva de 10 mil toneladas de suministros. Obtuvo 150 camiones de la cooperativa de transporte Solel Boneh-Shelev. Fuerzas de la Haganá requisaron 150 camiones y reclutaron 1.000 hombres como trabajadores. El 15 de abril, 131 camiones con 550 toneladas de alimentos llegó a la ciudad sin ser atacados. Los suministros incluían 230 toneladas de harina y 0,4 toneladas de chocolate. Dos días después, 300 camiones llegaron al enclave judío con 1.000 toneladas de suministros, también sin incidentes. El tercer convoy del 20 de abril tuvo más dificultades. Consistía de 300 camiones con 2.000 soldados de la Haganá y el Irgún, que tuvieron que luchar durante todo el día para pasar. 20 camiones fueron eliminados, 17 judíos fueron asesinados y 30, heridos. Durante la operación Najshón, un convoy secreto de 1.500 miembros del Palmaj ingresaron a la ciudad. Después de esto, la Jerusalén judía permaneció aislada del mundo exterior durante 7 semanas, con la excepción de una docena de camiones que traían suministros del ejército el 17 de mayo. A pesar de esto, el 27 de ese mismo mes, la Ciudad Vieja cayó.[cita requerida]

## La tregua y el fin del asedio

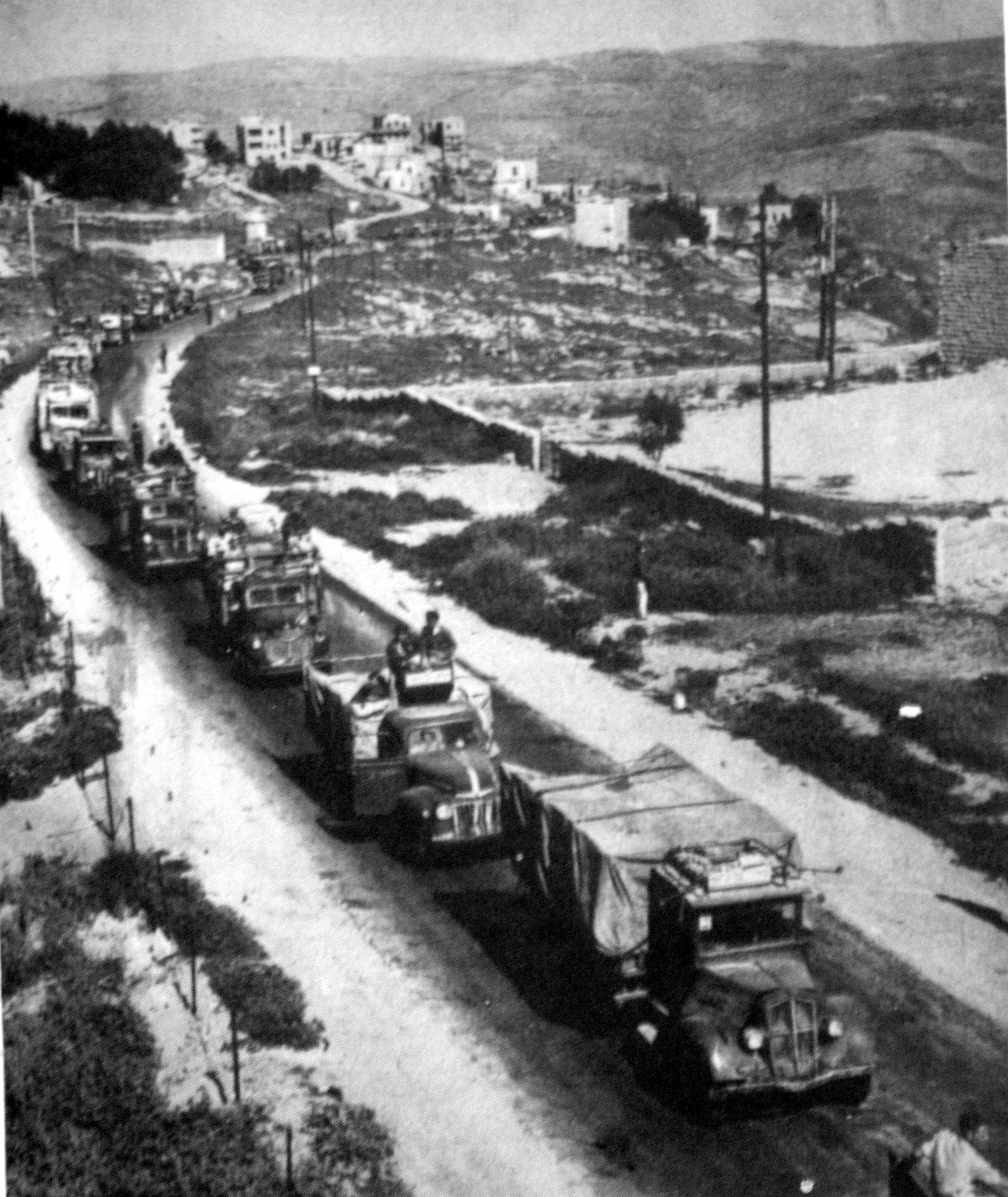
Convoy de alimentos ingresando a la Jerusalén sitiada.

En marzo, un ataque hacia un convoy que regresaba de un asentamiento al sur de Jerusalén dejó 15 muertos judíos. En abril, como represalia de un ataque a una aldea árabe al oeste de Jerusalén, las fuerzas árabes atacaron a un convoy médico judío, en su camino al hospital Haddassah, en la cima del monte Scopus. Los británicos no habían proporcionado alguna escolta (como lo habían hecho en los meses anteriores), además de no intervenir durante el ataque o ayudar a los judíos. Después de siete horas de combate, 78 judíos, en su mayoría personal médico desarmado, habían sido asesinados.
De acuerdo a Dov Yosef, el punto de inflexión de la operación Najshón fue la muerte de Abdelkader al-Husayni, el 8 de abril. 30.000 personas asistieron a su funeral en la explanada de las Mezquitas y, como consecuencia, la moral de las fuerzas árabes se derrumbó. El fin del asedio llegó con la apertura de la “carretera de Birmania” en junio. En palabras de Yosef, «llegó en el momento de la primera tregua (11 de junio de 1948), cuando ya se había roto el cerco». Esta ruta alternativa había sido concebida tras el fracaso de la operación Najshón para asegurar la carretera a Jerusalén en Latrún. Los trabajos se iniciaron el 18 de mayo utilizando topadoras y varios cientos de canteros de la ciudad. El mayor problema fue una sección muy empinada en el comienzo de la subida. Después de dos semanas, algunos suministros llegaron a Jerusalén mediante el uso de mulas y 200 hombres de la Mishmar Ha'am para cubrir las últimas tres millas, que eran intransitables para los vehículos. Estos hombres, en su mayoría reclutas en sus cincuenta años, llevaban cada uno una carga de 45 libras, haciendo el viaje dos veces por noche. Este esfuerzo se prolongó durante cinco noches. Tres semanas después, el 10 de junio, la sección más empinada se abrió a los vehículos, a pesar de necesitar la ayuda de tractores para subir. A finales de junio, el convoy nocturno entregaba habitualmente 100 toneladas de suministros. Harry Levin escribió en su diario, con fecha 7 de junio, que se recibían 12 toneladas por noche, estimando que la ciudad necesitaba 17 toneladas diarias. El 28 de julio, señaló que durante la primera tregua (11 de junio - 8 de julio) llegaron 8000 camiones. La “carretera de Birmania” se convirtió en la única ruta de suministro a la ciudad, hasta la apertura de la ruta Kvish Hagevurah.[cita requerida]
A finales de mayo y principios de junio, los israelíes lanzaron varios ataques a Latrún, pero sin tener éxito ni expulsar a la Legión Árabe de la posición. Durante la operación Dani, se lanzaron otros dos ataques a Latrún, sin resultados; y atacaron varias aldeas árabes para ampliar el corredor hacia Jerusalén, de apenas 2 kilómetros de ancho en Latrún.[cita requerida]

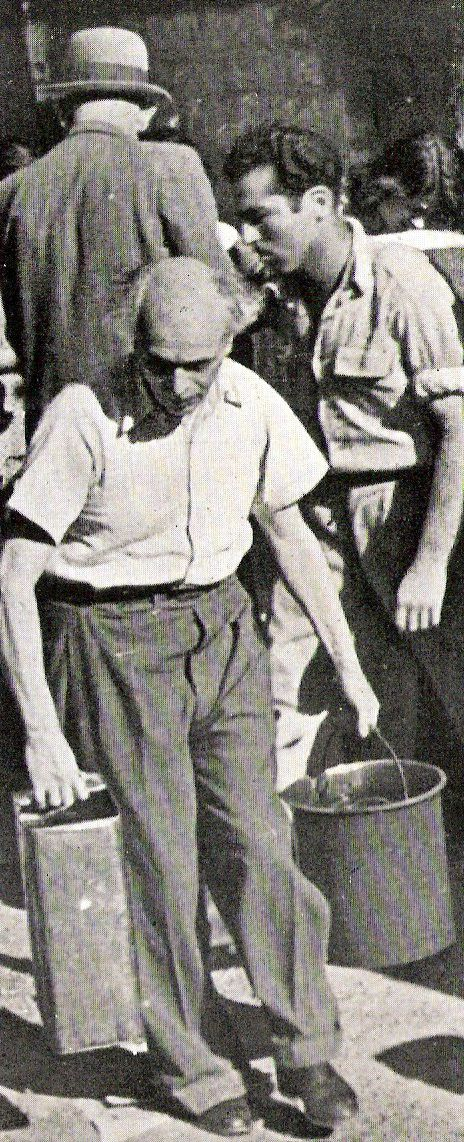
El profesor de matemáticas Michael Fekete, rector de la Universidad Hebrea de Jerusalén, con su cuota de agua, durante el sitio de Jerusalén.

## El racionamiento
A inicios de 1948, las fuerzas árabes habían cortado los suministros hacia la Jerusalén judía. El 31 de marzo, el jefe del Comité de Emergencia de Jerusalén, Dov Yosef, introdujo un sistema draconiano de racionamiento de alimentos. La ración de pan fue de 200 gramos por persona. La ración de la semana de Pascua en abril fue de 2 lb de papas, 2 huevos, ½ lb de pescado, 4 lb de matzá, 1.5 oz de frutos secos, ½ lb de carne y ½ lb de harina de matzá. Una lb de carne costaba una libra palestina. El 12 de mayo, se introdujo el racionamiento de agua. La ración diaria era de 2 gal por persona, de los cuales 4 litros eran de agua potable. En junio, la ración semanal por persona consistía en 100 g de trigo, 100 g de judías, 40 g de queso, 100 g de café o leche en polvo, 160 g de pan (por día), 50 g de margarina con 1 o 2 huevos para los enfermos. La planta de malva jugó un papel importante para la historia de Jerusalén en ese momento. Cuando los convoyes de alimentos no pudieron ingresar a la ciudad, los residentes de Jerusalén salían a los campos a recoger hojas de malva, ricas en hierro y vitaminas. La estación de radio de Jerusalén, Kol Hamagen, transmitía instrucciones para la preparación de malva. Cuando estas transmisiones fueron difundidas en Tranjordania, se desataron celebraciones de victoria. Radio Amán anunció que el hecho de que los judíos comían hojas, que era comida de burros y ganado, era una señal de que se estaban muriendo de hambre y que pronto se rendirían.

## Reacción de las Naciones Unidas
Parte del plan de partición de Palestina, que los judíos del Mandato británico aceptaron, pero no así los árabes y los países vecinos, era que Jerusalén formaría parte de un corpus separatum, lo que significaba que las Naciones Unidas podrían asumir la responsabilidad de la ciudad y que esta no formaría parte de un estado judío o árabe. Israel argumentó que el plan de partición respecto a Jerusalén era «nulo y sin efecto» debido a la «renuncia activa de la responsabilidad en un momento crítico» de la ONU, cuando no actuó para proteger la ciudad. Los árabes, que habían estado siempre en contra de la internacionalización de la ciudad, adoptaron una postura similar. El nombramiento de Dov Yosef como gobernador militar de la zona ocupada de Jerusalén el 2 de agosto echó por tierra la posibilidad de internacionalización de Jerusalén.